# Дробильщик камня
«Дробильщик камня» (англ. The Stonebreaker) — картина, написанная Генри Уоллисом в 1857 году. Изображает рабочего, который кажется уснувшим, но на самом деле умер от непосильного труда.
Картина впервые была выставлена в 1858 году в Королевской академии художеств в Лондоне и была высоко оценена. Многие зрители предположили, что изображенный человек спит, измученный за день тяжелого, но честного труда. Уоллис не делал заявлений относительно того, что изображенный мужчина мертв, но картина содержит множество намеков на это: рама картины была подписана парафразом из «Погребальной песни» Теннисона — «Теперь твой долгий трудный день окончен» («Now is thy long day’s work done»); приглушенные цвета и заходящее солнце создают ощущение конечности, финала; поза мужчины указывает на то, что его инструмент выпал из рук во время работы, а не был отложен на время отдыха; тело рабочего так покойно, что на его правую ногу взобрался горностай, заметный только при внимательном изучении картины. Описание картины в каталоге выставки сопровождалось длинной цитатой из романа «Sartor Resartus» Томаса Карлейля, в которой превозносятся добродетели рабочего и оплакивается то, что «твоему телу, как и твоей душе, не суждено было знать свободы».
Подразумевается, что Уоллис писал «Дробильщика» как комментарий к Поправке к закону о бедных 1834 года, которая утвердила систему работных домов для бедняков, а также выступила против иных форм помощи неимущим. Работоспобные бедняки были принуждены к многочасовому физическому труду в обмен на кров и пищу, предоставляемые работным домом, и эта тяжелая работа иногда убивала рабочих. В сопроводительном тексте из Карлейля были слова и для сторонников работных домов:
«Может быть даже в наиболее густонаселённой стране каких-нибудь трех дней ежегодно было бы достаточно, чтобы перестрелять всех здоровых нищих, которые накопятся за год. Пусть правительства подумают об этом»
Позднее утверждалось, что этой картиной Уоллис отдалился от принципов прерафаэлитов в сторону раннего викторианского соцреализма. Тем не менее, для современников Уоллиса «Дробильщик камня» утвердил его репутацию истинного прерафаэлита.

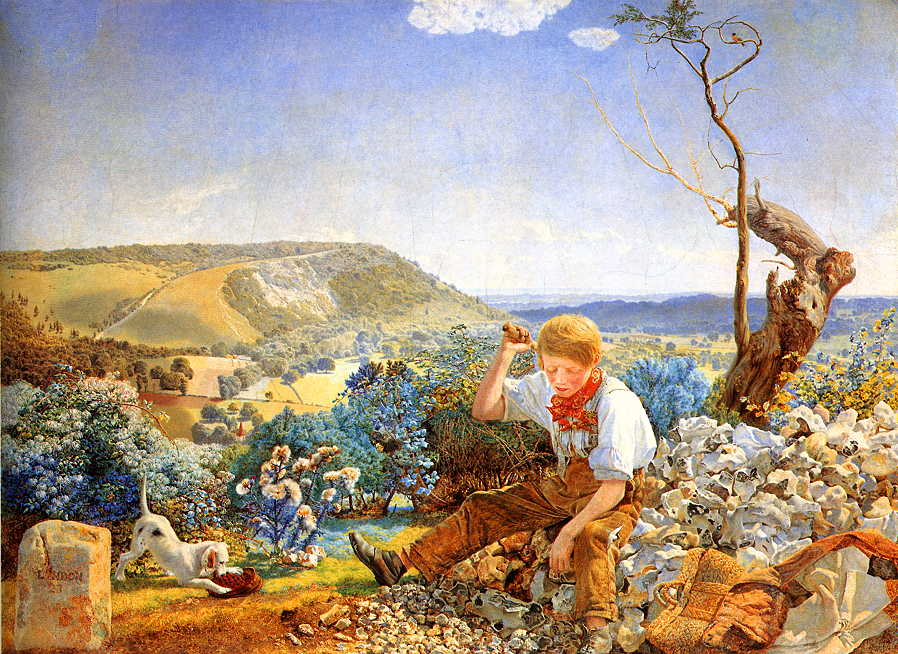
В следующем году Джон Бретт изобразил тот же сюжет.

На мертвеце надета рубаха сельскохозяйственного рабочего, которая указывает на то, что в прежние времена он нанимался круглогодичным батраком на ферму. Изменившиеся социальные условия лишили его прежней работы и взамен принудили его к непосильному труду ради подаяния работного дома.
Картина сильно контрастирует с одноимённым полотном Джона Бретта, завершенным на следующий год после Уоллиса. На «Дробильщике камня» Бретта изображен другой бедняк, но на этот раз это нарядно одетый, здоровый и сытый ребёнок, работающий посреди залитой солнцем долины. Ребёнка сопровождает игривый щенок. Детали схвачены с научной достоверностью, а сама картина заслужила похвалу искусствоведа Джона Рёскина. Она тоже говорит нам о бедняках, хотя и лишена безнадежности и ощущения конечности, присущих полотну Уоллиса. Тем не менее, её глубокий реализм содержит скрытый подтекст, незаметный на первый взгляд: щеки ребёнка красны не от здоровых упражнений, а от тяжелой работы; щенок счастливо прыгает, но мальчик, работая ради подаяния, не может себе позволить остановиться и поиграть с ним вместе. Картина Бретта находится в Уокерской галерее искусств в Ливерпуле.
Хотя мастерство Уоллиса было оценено, однако относительно сюжета критики разделились. Газета «Иллюстрейтед Лондон Ньюс» назвала его шокирующим и оскорбительным, в то время, как журнал The Spectator написал, что он воплощает «святость и торжественность, которые обитают в человеческом теле, пускай униженном, и в смерти, пускай незамеченной».